# MNK Gorovo Opatija
Malonogometni klub "Gorovo" (MNK "Gorovo"; Gorovo Opatija; Gorovo) je futsal (malonogometni) klub iz Opatije, Primorsko-goranska županija, Republika Hrvatska. 

## O klubu
MNK "Gorovo" je osnovan u siječnju 2007. godine. Klub je započeo s natjecanjem u "Katoličkoj malonogometnoj ligi sv. Jeronim" u Rijeci. 2008. godine klub je pokrenuo školu futsala koja traje i dalje  
te "Opatijsku malonogometnu ligu". 
 
2010. godine MNK "Gorovo" je primljen u članstvo "Sportskog saveza Grada Opatije" i "Hrvatskog nogometnog saveza". 
Od sezone 2010./11., pa do sezone 2014./15. "Gorovo" je bilo član "2. HMNL - Zapad". 2015. godine je došlo do ujedinjenja skupina "Zapad" i "Sjever" u "2. HMNL", te "Gorovo" odustaje od seniorske momčadi, dalje nastavljajući rad s mlađim kategorijama. 
 
Uz ligaško i kup natjecanje, "Gorovo" je sudjelovalo i na raznim turnirima.

## Uspjesi
2. HMNL - Zapad
- doprvak: 2011./12.

Hrvatski malonogometni kup - regija Zapad
- finalist: 2012./13., 2014./15.

## Plasmani po sezonama
| sezona             | rang   | liga            | poz.   | klubova u ligi | ut     | pob    | ner    | por    | gol+   | gol-   | bod    | doigravanje | napomene | izvori |
| Gorovo             | Gorovo | Gorovo          | Gorovo | Gorovo         | Gorovo | Gorovo | Gorovo | Gorovo | Gorovo | Gorovo | Gorovo | Gorovo      | Gorovo   | Gorovo |
| ------------------ | ------ | --------------- | ------ | -------------- | ------ | ------ | ------ | ------ | ------ | ------ | ------ | ----------- | -------- | ------ |
| 2010./11.          | II.    | 2. HMNL - Zapad | 5.     | 9 (10)         | 16     | 7      | 2      | 7      | 74     | 60     | 23     |             |          |        |
| 2011./12.          | II.    | 2. HMNL - Zapad | 2.     | 7              | 18     | 13     | 1      | 4      | 96     | 63     | 40     |             |          |        |
| 2012./13.          | II.    | 2. HMNL - Zapad | 5.     | 8              | 14     | 4      | 2      | 8      | 44     | 64     | 14     |             |          |        |
| Gorovo Saller Team |        |                 |        |                |        |        |        |        |        |        |        |             |          |        |
| 2013./14.          | II.    | 2. HMNL - Zapad | 3.     | 8              | 14     | 6      | 2      | 6      | 64     | 60     | 26     |             |          |        |
| Gorovo             |        |                 |        |                |        |        |        |        |        |        |        |             |          |        |
| 2014./15.          | II.    | 2. HMNL - Zapad | 6.     | 9              | 15     | 6      | 2      | 7      | 64     | 73     | 20     |             |          |        |
|                    |        |                 |        |                |        |        |        |        |        |        |        |             |          |        |
|                    |        |                 |        |                |        |        |        |        |        |        |        |             |          |        |

## Vanjske poveznice
- gorovo.hr - službene stranice
- mnk-gorovo.hr, wayback arhiva iz 2010.
- mnk-gorovo.hr, wayback arhiva iz 2017.
- Mnk Gorovo, facebook stranica
- crofutsal.com, MNK Gorovo
- sportilus.com, MALONOGOMETNI KLUB GOROVO